# Le Bal de la comtesse Adler
Ne doit pas être confondu avec Le Bal du comte d'Orgel.
Le Bal de la comtesse Adler est le 21e roman de la série SAS, écrit par Gérard de Villiers et publié en 1971 dans la collection Plon (Presses de la Cité). Comme tous les SAS parus au cours des années 1970, le roman a été édité lors de sa publication en France à 100 000 exemplaires.

## Résumé

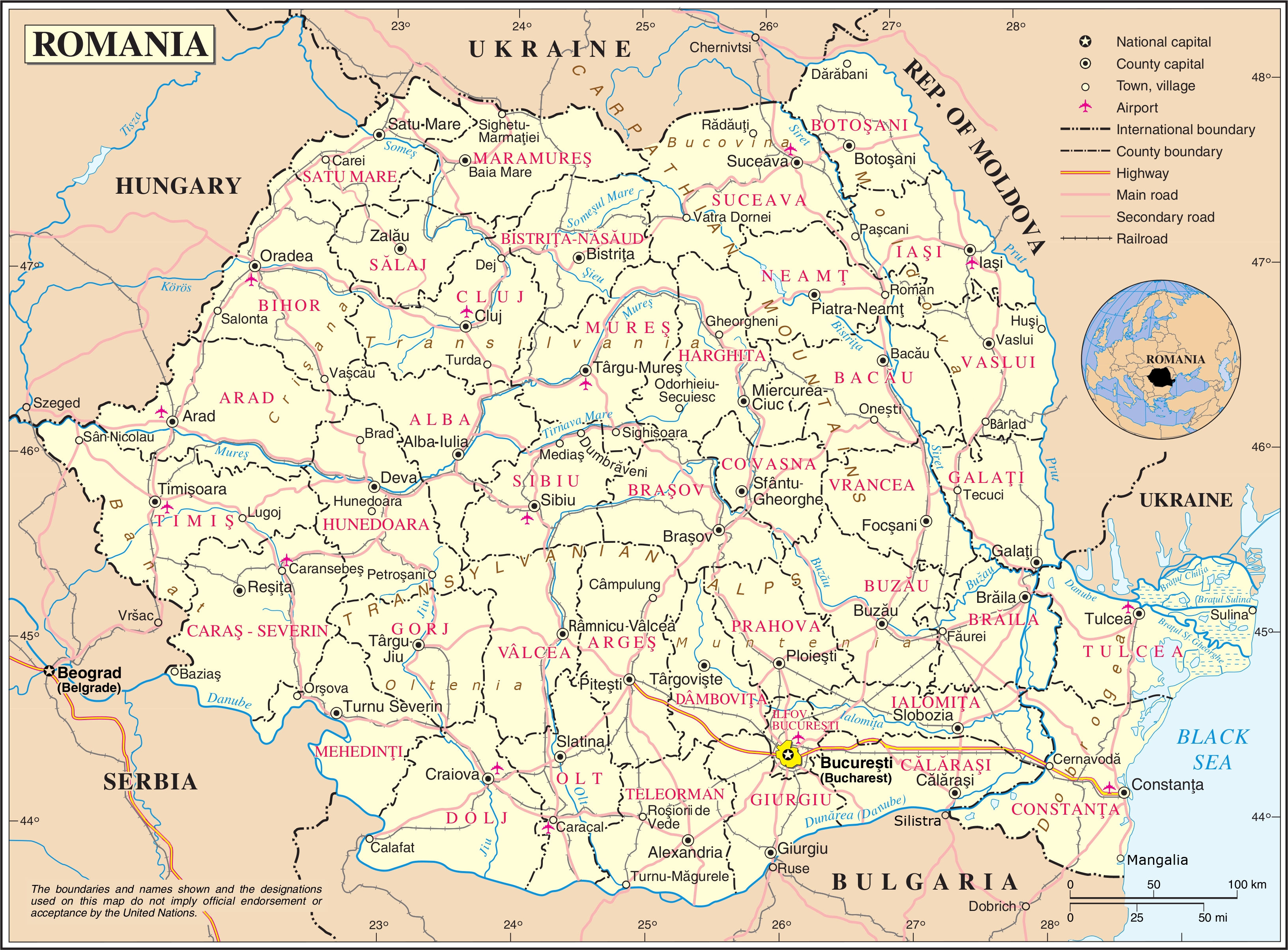
Carte de la Roumanie.

Le roman se compose de deux parties, de tailles à peu près équivalentes.
Dans un prologue de quelques pages, le docteur Virgil Nagel quitte la Roumanie pour remettre une information importante aux services secrets de l'Ouest.

### Première partie: le plan de la comtesse Adler
Le colonel Poresky, agent double du KGB qui a livré des secrets à l'Ouest, a été exécuté pour trahison. Quelque temps plus tard, une seconde défection a lieu : le colonel Boris Okolov, qui est un plus « gros poisson » encore que Poresky, a lui aussi fait défection et quitté la Roumanie grâce à l'entregent de la comtesse Samantha Adler, qui se réfugie en « lieu semi-neutre », chez Malko Linge, dans son château de Liezen.
Là, la comtesse va offrir de remettre le colonel au service secret de l'Ouest « le plus offrant ». Comme elle débarque chez Malko le soir de l'anniversaire d'Alexandra Vogel (laquelle est jalouse de la comtesse en raison de sa réputation bien établie de « croqueuse d'hommes »), il y a un bal, auquel sont conviés de nombreux invités (d'où le titre du roman) ainsi que des espions. Durant la nuit, plusieurs tentatives pour approcher Okolov sont effectuées. Un homme se présente aussi au château pour donner une information, mais il meurt avant de la donner ; il s'appelle Virgil Nagel. Il y a même une fusillade, au cours de laquelle des agents tentent de tuer Okolov. Celui-ci s'enfuit finalement avec un agent du MI-5, Georges Borsch, et prend par la même occasion en otage Alexandra, la voluptueuse fiancée de Malko.
La vérité se dévoile enfin : en fait Okolov n'a jamais voulu passer à l'Ouest ; il n'a jamais été un transfuge ; son unique but était… d'enlever Georges Borsch. L'enlèvement d'Alexandra n'a eu lieu que par opportunité.

### Riposte de la comtesse et de Malko en Roumanie
Dans la seconde partie, Malko Linge, son fidèle serviteur Elko Krisantem et la comtesse Adler se rendent en Roumanie, les deux premiers pour retrouver et libérer Alexandra, éventuellement Borsch, tandis que Samantha Adler les accompagne pour tuer Okolov, par esprit de vengeance. À Bucarest, les deux hommes rencontrent la veuve de Virgil Nagel et s'aperçoivent qu'il avait découvert quelque chose du côté de Sinaia, petite ville de villégiature dans les Carpathes. Ils sont aussi « alpagués » par deux prostituées, qui travaillent pour la Securitate ; Elko Krisantem est obligé de tuer l'une des deux. Malko, Elko et la comtesse quittent précipitamment les lieux. Ils se rendent à Sinaïa.
Durant leur trajet, deux accidents mystérieux ont lieu. Tentatives de meurtres ou coïncidences ? Ils découvrent la base secrète dans laquelle est retenu Georges Borsch : celui-ci a tout avoué à Okolov. Le lecteur apprend alors que le colonel Poresky n'a pas encore été exécuté, et que l'enlèvement avait été organisé par le KGB pour obtenir des preuves tangibles. Libéré, Borsch se suicide. Le trio continue ses recherches : entourés par les membres du KGB, ils sont conduits devant Okolov, qui leur annonce qu'il va mourir très prochainement d'un cancer généralisé et qu'il libère la belle Alexandra. La comtesse les quitte, folle de rage. Alexandra va prendre le train pour l'Autriche, munie d'un sauf-conduit. Malko et Elko vont rentrer par la route, sans rencontrer de difficultés. Le colonel Poresky est exécuté.
Épilogue : un nouveau bal a lieu en l'honneur du retour d'Alexandra, et Malko est vert de jalousie à l'idée que sa compagne ait pu avoir des relations intimes avec Okolov, et y ait trouvé du plaisir… Le fait qu'il ait eu, lui, des relations sexuelles avec une prostituée ne le gêne en rien…

## Autour du roman
- La comtesse Adler avait déjà été l'héroïne, avec Malko, du roman Amok à Bali publié l'année précédente, dans lequel, après avoir été en lutte contre Malko, elle l'avait aidé à combattre la sinistre Kali. À cette époque, elle était présentée comme une marchande d'armes faisant du trafic international, à la moralité limitée mais au physique avantageux. On reverra la comtesse dans le roman Des armes pour Khartoum.
- Ce n'est pas le premier roman qui met en scène des aventures au château de Liezen et la participation involontaire d'Alexandra Vogel aux aventures ; le ton avait été donné, déjà, dans Dossier Kennedy (SAS no 6 - 1967).
- Ce n'est pas la dernière fois qu'une fusillade nourrie a lieu dans les jardins de la propriété de Malko Linge ; cela arrivera de nouveau dans le roman Embargo (SAS n°41 - 1976) puis dans Vengeance romaine (SAS n°62 - 1981).
- Malko se rendra de nouveau en Roumanie dans le roman Une lettre pour la Maison-Blanche (SAS n°126 - 1997).

## Description de la comtesse Adler
Dans le roman Amok à Bali (1970), la comtesse Adler est décrite ainsi (chapitre 2, p. 19) :
« (...) Une grande jeune femme brune descendait la passerelle avec autant de grâce que le permettait sa position inconfortable. Ses interminables jambes bronzées étaient largement découvertes par une jupe ultra-courte de cuir marron. (...) Les cheveux noirs de l'inconnue étaient relevés en un chignon compliqué rehaussé d'un foulard de soie. Tout, chez elle, suggérait la distinction, l'élégance, la sophistication, le raffinement. C'était la dernière personne qu'on pouvait s'attendre à voir débarquer d'un cargo crasseux. (...) Malko eut le temps d'apercevoir un beau visage ovale, avec une large bouche et un menton volontaire, avant que l'inconnue ne s'engouffrât dans le taxi, ce qui permit à Malko d'apprécier le galbe parfait de ses hanches en amphore (...). »